# Ленинский район (Барнаул)
Ле́нинский райо́н — район в городе Барнауле.
Образован 31 марта 1972 года. Территория района в черте города составляет 110 км², а c подчинёнными сельскими населёнными пунктами — 125,6 км², из них 15,6 км² территории, подведомственной Научногородокской сельской администрации. По этому показателю он является третьим по площади в Барнауле.
Население (в черте города) составляет 125 377 чел. (2021).

## География
Район занимает северо-западную часть города. Большая часть его территории не застроена. На востоке района находятся жилые кварталы, микрорайон Докучаево, коттеджный посёлок Солнечная Поляна, ипподром, оптовые торговые базы, промзона, а также Юбилейный парк . Район граничит с Октябрьским, Индустриальным, Железнодорожным районами города Барнаула, а также с Павловским, Тальменским и Первомайским районами Алтайского края.
В районе 133 улицы, общей протяжённостью 58 км. Основные: проспект Космонавтов, улица Попова, улица Исакова, улица Шукшина, улица Антона Петрова, улица Солнечная Поляна, Гоньбинский тракт, улица Малахова, улица Юрина. Улица Гущина.
Также в районе есть Народная площадь на пересечении улицы Исакова и улица Попова, а также площадь Мира около администрации района.

## История
Район был образован 31 марта 1972 года из частей Железнодорожного и Октябрьского районов.
В 1978 году часть территорий Ленинского района была передана в новый район города — Индустриальный.
В районе посёлка Казённая Заимка обнаружены стоянки древнего человека эпохи бронзы (XIV век до н. э.). Они находились в пойме реки Ляпихи и по левому берегу Оби. В районе посёлка Гоньба найдены курганы и могильники III—V века до н. э.

## Население
| 1979     | 1989     | 2010     | 2011     | 2012     | 2013     | 2014     |
| -------- | -------- | -------- | -------- | -------- | -------- | -------- |
| 124 007  | ↗185 653 | ↘141 179 | ↗141 200 | ↗142 194 | ↗142 219 | ↗142 850 |
| 2015     | 2016     | 2017     | 2018     | 2019     | 2020     | 2021     |
| ↗143 010 | ↗143 035 | ↗143 610 | ↗143 703 | ↗144 075 | ↘143 931 | ↘125 377 |

## Населённые пункты
Ленинскому району подчинены сельские населённые пункты Научногородокской сельской администрации в рамках городского округа города Барнаул:
| № | Населённый пункт | Тип населённого пункта | Население |
| - | ---------------- | ---------------------- | --------- |
| 1 | Берёзовка        | посёлок                | ↗537      |
| 2 | Гоньба           | село                   | ↗2293     |
| 3 | Землянуха        | посёлок                | ↘82       |
| 4 | Казённая Заимка  | посёлок                | ↗3100     |
| 5 | Научный Городок  | посёлок                | ↗3005     |

## Промышленность и медицина
Один из основных промышленных районов города. Наиболее крупные предприятия: Алтайский моторный завод, Барнаульский шинный завод, Алтайский завод прецизионных изделий, Барнаульский завод асбестовых технических изделий, Барнаульский завод резинотехнических изделий, Барнаульский комбинат железобетонных изделий №1, Барнаульский молочный комбинат и другие.
На территории района расположены сельскохозяйственные предприятия и организации. Среди них, Алтайский научно-исследовательский институт сельского хозяйства, ОПХ им. В. В. Докучаева, ГКУП "Тепличный комбинат «Спутник» и другие.
В районе располагаются Алтайский краевой кардиологический диспансер, краевая детская больница, больницы Барнаульского шинного и моторного заводов.

## Культура, образование и спорт
В Ленинском районе функционирует 25 средних школ, 2 лицея, гимназия, 32 детских дошкольных учреждений, 9 библиотек, 2 музыкальные школы. Действуют ДК моторостроителей, городской ДК, центр развития творчества детей и юношества, два филиала Алтайского государственного института культуры.
На территории района находится памятник В. М. Шукшину. Около него каждый год проходят Малые Шукшинские чтения.
Действуют 2 стадиона, 3 бассейна, ипподром, который существует с 1914 года.